# ARM Cortex-X1
L'ARM Cortex-X1 és una unitat de processament central que implementa el conjunt d'instruccions ARMv8.2-A de 64 bits dissenyat pel centre de disseny d'ARM Holdings d'Austin com a part del programa Cortex-X Custom (CXC) d'ARM.

## Disseny
El disseny Cortex-X1 es basa en l'ARM Cortex-A78, però s'ha redissenyat per a un pur rendiment en lloc d'un equilibri de rendiment, potència i àrea (PPA).
El Cortex-X1 és un disseny superescalar fora d'ordre de descodificació de 5 amples amb una memòria cau de macro-OP (MOP) de 3K. Pot obtenir 5 instruccions i 8 MOP per cicle, i canviar el nom i enviar 8 MOP i 16 µOP per cicle. La mida de la finestra fora de comanda s'ha augmentat a 224 entrades. El backend té 15 ports d'execució amb una profunditat de canalització de 13 etapes i les latències d'execució consta de 10 etapes. També inclou unitats SIMD 4x128b.
ARM afirma que el Cortex-X1 ofereix un rendiment d'aprenentatge automàtic un 30% més ràpid i un 100% més ràpid que l'ARM Cortex-A77.
El Cortex-X1 admet la tecnologia DynamIQ d'ARM, que s'espera que s'utilitzi com a nuclis d'alt rendiment quan s'utilitzi en combinació amb els nuclis petits ARM Cortex-A78 i ARM Cortex-A55.

## Canvis d'arquitectura en comparació ambARM Cortex-A78
- Millora del rendiment al voltant del 20% (+30% des de l'A77)
  - Enter un 30% més ràpid
  - Rendiment d'aprenentatge automàtic 100% més ràpid
- La mida de la finestra fora de comanda s'ha augmentat a 224 entrades (de 160 entrades)
- Fins a 4x128b unitats SIMD (a partir de 2x128b)
- Un 15% més d'àrea de silici
- Descodificació de 5 vies (de 4 vies)
- Ample de banda de la memòria cau descodificada de 8 MOP/cicle (a partir de 6 MOP/cicle)
- 64 KB L1D + 64 KB L1I (a partir de 32/64 KB L1)
- Fins a 1 MB/nucli de memòria cau L2 (a partir de 512 KB/nucli com a màxim)
- Fins a 8 MB de memòria cau L3 (a partir de 4 MB com a màxim)

## Llicència
El Cortex-X1 està disponible com a nucli SIP per als socis del seu programa Cortex-X Custom (CXC), i el seu disseny el fa adequat per a la integració amb altres nuclis SIP (per exemple, GPU, controlador de pantalla, DSP, processador d'imatges, etc.) un dau que constitueix un sistema en un xip (SoC).

## Ús
- Samsung Exynos 2100
- Qualcomm Snapdragon 888(+)
- Google Tensor